# Catenophlyctis variabilis
Catenophlyctis variabilis är en svampart som först beskrevs av Karling, och fick sitt nu gällande namn av Karling 1965. Catenophlyctis variabilis ingår i släktet Catenophlyctis och familjen Catenariaceae.   Inga underarter finns listade i Catalogue of Life.